# Le Rozier
Le Rozier (okzitanisch Lo Rosièr) ist eine französische Gemeinde mit 128 Einwohnern (Stand 1. Januar 2022)  im Département Lozère in der Region Okzitanien. Sie gehört zum Kanton Florac Trois Rivières.

## Geografie
Le Rozier liegt im Nationalpark Cevennen zwischen dem Causse Noir (schwarze Hochebene) und dem Causse Méjean (mittlere Hochebene) im Tal des Tarn an der Einmündung der Jonte in den Tarn, unterhalb der Gorges du Tarn (Tarnschlucht) und der Gorges de la Jonte (Jonteschlucht), 84 Kilometer nordwestlich von Montpellier, 15 Kilometer nordöstlich von Millau und 14 Kilometer nordwestlich von Meyrueis, zwischen den Nachbargemeinden Peyreleau im Süden und Mostuéjouls im Nordwesten.

## Bevölkerungsentwicklung
| Jahr      | 1962 | 1968 | 1975 | 1982 | 1990 | 1999 | 2007 | 2018 |
| Einwohner | 145  | 118  | 114  | 111  | 157  | 153  | 149  | 132  |

## Sehenswürdigkeiten
Die Prioreikirche Saint-Sauveur wurde im 11. und 12. Jahrhundert erbaut. Sie wurde 1960 in das Zusatzverzeichnis der Monuments historiques (historische Denkmale) eingetragen (inscrit MH). Die Kirche gehörte zu einer alten Priorei Saint-Sauveur (auch Entraygues genannt). Diese Priorei wurde 1075 dem Kloster Saint-Benoît von Aniane (Hérault) unterstellt. Während der Hugenottenkriege (1562–1598) wurden Teile der Kirche zerstört. Im 17. Jahrhundert wurde die Kirche wiederhergestellt.
1927 wurde ein 4,5 Meter hohes Denkmal für die Höhlenforscher Édouard Alfred Martel (1859–1938) und Louis Armand aufgestellt.

## Persönlichkeiten
- Louis Armand (* 23. August 1854 in Saint-Affrique; † 22. Januar 1921 in Le Rozier) war Schmied in Le Rozier, bevor er Höhlenforscher wurde. Er entdeckte den Aven Armand bei Hures-la-Parade auf der Causse Méjean.[3]